# Наука в Болгарії
Болгарія — держава на півдні Східної Європи, з часу здобуття незалежності в 1878 році розвивала наукові дослідження в ряді областей. Болгарія володіє сильними традиціями в таких областях як математика, інформатика, фізика, медицина і фармацевтика.
Станом на 2009 рік у Болгарії працює 47 університетів. Наукові дослідження проводяться здебільшого в установах Болгарської академії наук.

## Антарктичні дослідження
Болгарія продовжує розпочаті в 1988 році дослідження в Антарктиці на своїй базі Св. Климент Охридський на острові Лівінгстон.